# 江茂タツキ
江茂 タツキ（えも タツキ）は、日本の漫画家。

## 主な作品

### 連載
- 戦国毒饅頭ハンベエ（『ガンガンONLINE』、スクウェア・エニックス）
- おゑど恋愛帳→ヒミツの家光（『まんがタイムオリジナル』、芳文社）

### 読切
- 燃え蜀（『ガンガン戦-IXA-』、スクウェア・エニックス）
- おいでませ私立幕末学園 1年壬生組トシゾー先生！（『ガンガン戦-IXA-』、スクウェア・エニックス）